# HUNTER (ミュージシャン)
HUNTER（はんたー、1980年11月5日 - ）は、日本のヒップホップMCである。所属事務所はF THE MUSIC。神奈川県横浜市出身。

## 人物
HUNTERとは、Hidekura Ultimate New Type Energisch Rapperの頭文字をとったもの。10歳の時スケートボードを始め、その境遇の中でヒップホップ・ミュージックに出会い、特に日本のヒップホップの伝統的イベント、さんピンCAMPに強い影響を受け音楽活動を始め、自己紹介の際に必ず「a.k.a高価なガラクタ」と付け加える。

## 経歴
The beat ribe 時代
- 2004年 - リバーシティ・ミュージックエンタテインメントよりヒップホップグループThe beat ribeのメンバーとしてコンピレーションアルバム「signal2」の収録曲『rider』を発表。この曲が着うたインディーズ部門で週間1位となる。
- 六本木SPIRALが主催するイベント uniteにて 特別賞し、ホストMCに起用される。

13players時代
- 2005年 - ヒップホップアーティスト13人からなる13playersを結成し、リバーシティ・ミュージックエンタテインメントより発売のアルバム「Thirteen's Anthem」の収録曲『届かない手紙』をリリース。ダウンロードサイトiTunesでのダウンロード数はアルバム内1位。
- ヒップホップMCの日華が主催するグループO'LIONZ PROJECTに参加し、インドネシアのジャカルタで開催されたスマトラ島沖地震チャリティーコンサート、hug the world with with musicへ日本代表のアーティストとして参加。また同じくO'LIONZ PROJECTのイベントにて元Def TechのMicro、SYZA、2BACKKAのMago、SpontaniaのMassattack等をはじめ多くのアーティストと共演を果たしている。

### ソロ・希楽望時代
- 2007年 - F THE MUSICに所属
- 2008年11月 - JAMIC主催の四川大地震のチャリティーコンサートにユニット希楽望で参加。
- 2009年4月 - 携帯ダウンロードサイトArtist Deliにてアルバム希楽望の収録曲「FlY THE SKY」が初登場19位

## 作品リスト
- アルバム signal2の収録曲「rider」2004年4月　着うたインディーズ部門で最高1位
- アルバムThirteen's Anthemの収録曲「届かない手紙」2006年1月
- シングル『FlY THE SKY』2008年7月　ダウンロードサイトArtist Deliにて初登場20位
- シングル『BONBON』2008年8月
- シングル『FLASH BACK』2008年10月
- シングル『Only Life』2008年12月
- シングル『届かない手紙』リミックスバージョン2009年1月
- アルバム『希楽望』2009年4月　収録曲『FlY THE SKY』ダウンロードサイトArtist Deliにて初登場19位

## 出演番組
- K-MIX　Radio the Boom! （2006年3月13日）
- FMサルース　Good Time（2008年11月17日）